# Linognathus stenopsis
Linognathus stenopsis – gatunek wszy należący do rodziny Linognathidae, pasożytujący na kozie domowej, kozicy, owcy; powoduje chorobę wszawicę. 
Samiec długości 2,0 mm, samica 2,9 mm, natomiast Ferris podaje wielkości: samiec 2,0 mm, samica 3,0-3,5 mm. Są silnie spłaszczona grzbietowo-brzusznie. Samica składa  jaja zwane gnidami, które są mocowane specjalnym "cementem" u nasady włosa. Rozwój osobniczy trwa po wykluciu się z jaja około 14 dni.
Pasożytuje na skórze owłosionej głównie na głowie, szyi, grzbiecie i okolicach nasady ogona. W przypadku silnego opadnięcia może występować na całym ciele. Kosmopolityczny.